# Стэвилэ, Ион
Ион Стэвилэ (рум. Ion Stăvilă; род. 9 октября 1958) — молдавский государственный и политический деятель, историк, дипломат. Чрезвычайный и Полномочный Посол Молдовы в Эстонии.

## Биография
Родился 9 октября 1958 года. Окончил Молдавский государственный университет, доктор Московского государственного университета. Владеет иностранными языками: французским, английском, русским и украинским.
В 1992 — 1996 гг. — директор по Европе и Северной Америке МИД Молдовы.
В 1996 — 1999 гг. — министр-советник посольства Молдавии в Королевстве Бельгия.
В 1999 р. — заместитель Главы Миссии Посольства Молдовы на Украине.
В 1999 — 2001 гг. — директор по вопросам европейской безопасности и военно-политическим советником министра иностранных дел, генеральный директор по вопросам международной безопасности.
В 2001 — 2004 гг. — заместитель министра иностранных дел
В 2006 — 2009 гг. — заместитель министра реинтеграции Республики Молдова.
В 2009 — 2010 гг. — начальник Управления по вопросам реинтеграции Государственной канцелярии Молдовы.
С 27 августа 2010 — Чрезвычайный и Полномочный Посол Молдовы на Украине.
С 18 марта 2011 — Чрезвычайный и Полномочный Посол Молдовы в Туркменистане и по совместительству, с резиденцией в Киеве.
С 29 ноября 2011 — Чрезвычайный и Полномочный Посол Молдовы в Узбекистане и по совместительству, с резиденцией в Киеве.
10 июля 2015 года завершил свою миссию в Киеве.
В 2016 году был назначен на пост Вице-премьер-министр по реинтеграции.
С 2020 года до 31 июля 2024 года занимал должность Посла Молдовы в Эстонии.

## Награды
- Орден «Трудовая слава» (2019)[7]